# Asielje (stacja kolejowa)
Asielje (ros. Аселье) – stacja kolejowa w miejscowości Asielje, w rejonie rosławskim, w obwodzie smoleńskim, w Rosji.
Od stacji odchodzi bocznica do Smoleńskiej Elektrowni Atomowej.